# Хакимов, Ахияр Хасанович
Ахия́р Хаса́нович Хаки́мов (баш. Хәкимов Әхиәр Хәсән улы; 23 августа 1929 — 27 декабря 2003) — башкирский писатель, переводчик, критик, литературовед; кандидат филологических наук (1967). Заслуженный работник культуры РСФСР (1985). Народный писатель Республики Башкортостан (2001).

## Биография
Ахияр Хакимов родился 23 августа 1929 года в ауле Новоянбеково.
Его дед происходил из дворянского рода, служил офицером царской армии, участвовал в боях за Шипку. Ахияр рано потерял отца, и его воспитанием занималась бабушка. Закончив шесть классов в школе в деревне, он поступил на подготовительные курсы Давлекановского педагогического училища, одновременно посещая курсы радистов. В юношеские годы писал стихи, которые не сохранились.
Желая быстрее попасть на фронт, он в 14 лет взял в сельсовете справку, что ему 16, и уехал в Москву. На станции Щёлково Московской области он прибился к солдатам, которые забрали с собой. Так он оказался в г. Фрязино. Сначала его прятали, но потом начальство разрешило ему остаться, и он был включен в списки, учился на радиста, прыгал с парашютом. Лейтенантом у них был Григорий Чухрай, знаменитый впоследствии режиссёр.
С сентября по ноябрь 1943 г. участвовал в боях в составе 3-й гвардейской воздушно-десантной бригады, переброшенной на правый берег Днепра. С конца 1943 года и до конца войны он воевал в составе 103-й гвардейской стрелковой дивизии 3-го Украинского фронта, где стал «сыном полка». Пережитое на фронтах войны дало Ахияру Хакимову богатый документальный материал для стихов, повестей, романов.
С 01 февраля 1947— 20 ноября 1951 гг. работал завучем и учителем русского языка и литературы в узбекско-русской средней школе №10 город Шурчи(ранее поселок Такчиан) Узбекистан. В 1951—1956 гг. был директором Старомусинской школы (Кармаскалинский район БАССР).
В 1961 г. окончил филологический факультет МГУ. В первой половине 1960-х защитил диссертацию, посвящённую творчеству М. Карима. В 1960—1962 — литературный сотрудник, заместитель главного редактора журнала «Агидель». Первые рассказы о любви печатал в башкирских литературных журналах в 1960-е годы, будучи студентом. Первая его книга — сборник литературно-критических статей — вышла в 1967 году.
В 1967 г. окончил аспирантуру ИМЛИ имени М. Горького.
В дальнейшем его жизнь была связана с «Литературной газетой»: в 1967—1992 гг. был редактором отдела литературы народов СССР, членом редколлегии, одновременно — секретарём правления Союза писателей РСФСР.
В 1990-е годы преподавал в Литературном институте в Москве, вёл башкирскую группу студентов.
Скончался 27 декабря 2003 года в Москве.

### Семья
Жена — Лидия Камаловна Хакимова,

дочь — Гульшат.
Первая жена - Асма Низамовна, сын Ришат, дочь Римма, внук Роман.

## Награды и премии
- орден Красной Звезды (1945)[3]
- медаль «За отвагу» (1944)
- медаль «За взятие Вены» (декабрь 1945 года),
- медаль «За победу над Германией в Великой Отечественной войне 1941—1945 гг.»[2]
- орден «Знак Почёта» (1979)
- Премия башкирского комсомола имени Г. Саляма (1980) — за успешную работу над темой войны
- Республиканская премия имени Салавата Юлаева (1984) — за романы «Куштиряк» и «Кожаная шкатулка» («Лихие времена»), изданные Башкнигоиздатом в 1982 году и издательством «Советский писатель» в 1984 году
- орден Отечественной войны II степени (1985)
- заслуженный работник культуры РСФСР (1985)
- Народный писатель Республики Башкортостан (2001)
- Государственная премия РСФСР имени М. Горького (1989) — за книгу «Плач домбры» (1986)
- почётный гражданин города Давлеканово.

## Творчество
А. Хакимов писал как на русском, так и на башкирском языках. В студенческие годы начал писать рассказы, статьи, рецензии. Им были написаны повести «Радуга» (1973), «Байга» (1974), «Хромая волчица» (1977), «Свадьба» (1978), «Эшелон» (1995), «Опавшие листья» (2001), «Назло смерти»; романы «Млечный путь» (1989), «Куштиряк» (о жизни и нравах башкирской деревни), «Ураган» и «От бури нет спасения» (описание жизни в 20—30-х годах XX века), «Кожаная шкатулка» и «Плач домбры» (о борьбе башкирских племён за свою независимость в XIV веке), «Караван» (о взаимопроникновении культур); рассказы «Падают звезды» (1998), «Один день в августе» (1998), «Встреча с маршалом» (1999), стихотворения «Памятник», «Весенние грезы», «Уршак», «Уил», «Париж» и др.
Ахияр Хасанович был разносторонним человеком, занимался научной и преподавательской работой, публицистикой и переводами. Им были переведены на русский язык произведения башкирских писателей, а также народный башкирский эпос «Урал-батыр», на башкирский — эпос финского народа «Калевала».
Монографии «С веком наравне», «Литература и время». Им написаны статьи, посвященные исследованию башкирской литературы.
Произведения А. Хакимова, написанные на башкирском языке, переведены на русский, украинский, казахский, узбекский, таджикский, туркменский, азербайджанский, татарский, эстонский языки. Его произведения печатались в Болгарии, Венгрии, Чехословакии, Франции.

### Избранные произведения
Источник — Электронные каталоги РНБ
- Хакимов А. Х. Байга : Повести / Пер. с башк. — М.: Сов. писатель, 1981. — 367 с. — (Содерж.: Радуга; Байга; Свадьба; Гульбикэ). — 30 000 экз.
- Хакимов А. Х. Куштиряк ; Лихие времена : Романы / Пер. с башк. — М.: Сов. писатель, 1984. — 496 с. — 30 000 экз.
- Хакимов А. Х. Млечный путь : Роман / Пер. с башк. авт. — М.: Современник, 1990. — 332 с. — 50 000 экз. — ISBN 5-270-00914-5.
- Хакимов А. Х. Мост : Повести / Пер. с башк. И. Каримова. — М.: Сов. Россия, 1983. — 283 с. — (Содерж.: Свадьба; Байга; Мост). — 50 000 экз.
- Хакимов А. Х. Плач домбры : Романы / Пер. с башк. — М.: Сов. писатель, 1988. — 580 с. — (Содерж.: Плач домбры; Кожаная шкатулка). — 30 000 экз. — ISBN 5-265-00502-1.
- Хакимов А. Х. Плач домбры : Романы. Повесть / Пер. с башк. И. Каримова. — М.: Известия, 1991. — 601 с. — (Библиотека «Дружбы народов»; Содерж.: Романы: Плач домбры: О башк. поэте XIV в. Хабрау; Куштиряк; Свадьба: Повесть). — 180 000 экз. — ISBN 5-206-00213-5.
- Хакимов А. Х. Сполохи : Повести / Пер. с башк. — М.: Сов. писатель, 1978. — 368 с. — (Содерж.: Байга; Хромая волчица; Сполохи; Мост). — 30 000 экз.
- Хакимов А. Х. Творящие весну : Заметки о худож. особенностях романов Ш. Рашидова. — Ташкент: Изд-во лит. и искусства, 1979. — 124 с. — 3000 экз.
- Хакимов А. Х. Ураган : Роман / Пер. с башк. авт. — Уфа: Башк. изд-во «Китап», 1996. — 301 с. — 7000 экз. — ISBN 5-295-01423-1.

## Память
В Давлеканово создан и работает дом-музей Ахияра Хакимова. Его имя присвоено одной из улиц города и школе в родной деревне.
В 2010 г. администрацией Давлекановского района Башкортостана учреждена литературная премия им. А. Хакимова в области литературного перевода и критики.